# Johann Campanus
Johann Campanus (ur. ok. 1500, zm. ok. 1575) – działacz reformacyjny aktywny w pierwszej połowie XVI wieku, zaliczany do nurtu anabaptystycznego.

## Życiorys
Pochodził z Maaseik, stanowiącego wówczas część księstwa biskupiego Liège. Studiował w Düsseldorfie i Kolonii, gdzie posiadł znajomość łaciny, greki oraz hebrajskiego. W 1520 roku został usunięty z uniwersytetu w Kolonii za poparcie nauk Lutra. Początkowo prowadził działalność reformacyjną w księstwie Jülich, w 1526 roku opublikował poemat, w którym bronił Marcina Lutra. W 1527 roku osiadł w Wittenberdze. Jako jeden z pierwszych teologów protestanckich wystąpił przeciw credo nicejskiemu, głosząc doktrynę unitariańską. Popadł także w konflikt z luteranami, po tym jak zaatakował pogląd o konsubstancjacji. Uważał, iż chleb oraz wino w trakcie eucharystii pozostają zwykłym chlebem i winem. W 1529 roku pojawił się na debacie teologicznej w Marburgu, jednak nie został dopuszczony do głosu. Uznany za heretyka został ostatecznie aresztowany i zmarł w więzieniu. 
W 1530 roku przygotował po niemiecku i łacinie pracę Contra totum post apostolos mundum, która nie została jednak nigdy wydana i zachowała się tylko we fragmentach. Jeden ze zwolenników Campanusa, Franz von Streitten, opublikował jednak w 1532 roku jej skrót pod tytułem Restitution göttlicher Schrift. W pracy tej Campanus dowodził odrębności Ojca od Syna, który miał być pierwszą stworzoną istotą. Twierdził także, iż Duch Święty jest jedynie boską mocą, a nie osobą Trójcy.